# Paromias
Paromias är ett släkte av skalbaggar. Paromias ingår i familjen vivlar.
Kladogram enligt Catalogue of Life:
| Paromias | \| \| Paromias sulphurifer \| \| \| \| |
|          | \| \| Paromias sulphurifer \| \| \| \| |
|          | Paromias sulphurifer                   |
|          |                                        |